# Vidar Sundstøl
Vidar Sundstøl, né le 30 juin 1963 en Norvège, est un écrivain norvégien, auteur de roman policier historique.

## Biographie
En 2005, il publie son premier roman, Kommandolinjer. En 2008, il fait paraître Drømmenes land, premier volume de la trilogie Minnesota, avec lequel il remporte le prix Riverton 2008.

## Œuvre

### Romans

#### TrilogieMinnesota
- Drømmenes land (2008)
  - Terre des rêves, Bernard Grasset (2011)  (ISBN 978-2-246-76381-9), réédition Éditions Points, coll. « Points » (2013)  (ISBN 978-2-7578-3208-0)
- De døde (2009)
  - Seuls les morts ne rêvent pas, Bernard Grasset (2012)  (ISBN 978-2-246-76561-5), réédition Éditions Points, coll. « Points » (2013)  (ISBN 978-2-7578-3209-7)
- Ravnene (2011)
  - Corbeaux, Bernard Grasset (2013)  (ISBN 978-2-246-76571-4), réédition Éditions Points, coll. « Points » (2014)  (ISBN 978-2-7578-3210-3)

#### Autres romans
- Kommandolinjer (2005)
- I Alexandria (2006)
- Tingene hennes (2007)
- Besettelsen (2013)
- Djevelens giftering (2015)

## Prix et distinctions

### Prix
- Prix Riverton 2008 pour Drømmenes land[2]